# Nominalism
Nominalism (av latin nomen, "namn", "beteckning") är en filosofisk riktning som hävdar att generella termer som "katt" eller "grön" inte motsvaras av självständigt existerande universalier. Enligt nominalismen är allmänbegreppen i någon mening endast "tomma ord". I sin mer radikala form förnekar nominalismen att katter över huvud taget har någonting annat gemensamt än att predikatet "katt" kan tillämpas på dem. Enligt en vanligare position svarar generella termer mot allmänbegrepp som är gemensamma psykologiska entiteter, utan att de för den skull har självständig existens utanför språket och tanken. Riktningen står i opposition till realism, i synnerhet begreppsrealism. En av de tidiga nominalisterna var Roscelin av Compiègne.

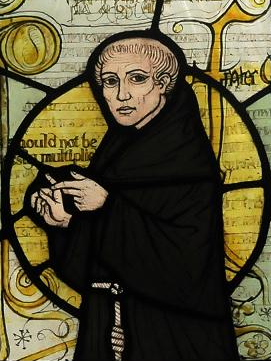
Wilhelm av Ockham.

I den så kallade universaliestriden inom den medeltida filosofin och teologin företrädde nominalisterna, till exempel Wilhelm av Ockham, uppfattningen att allmänbegreppen inte har någon objektiv existens utan enbart är namn (nomina). Den thomistiska filosofins Gudsbevis, som utgår från en realistisk syn på allmänbegreppen, saknar därför enligt nominalisterna giltighet. Tron kan därför inte bygga på förnuftet (antirationalism) utan endast på Bibeln och kyrkans auktoritet. Nominalismen har starkt påverkat Luther och andra reformatoriska teologer.
I senare filosofi har nominalistiska åsikter blivit framförda av bland andra Nelson Goodman och Willard V Quine.

## Matematisk nominalism
Inom matematikfilosofi är nominalism ståndpunkten att matematiska objekt, relationer och strukturer inte alls existerar, eller att de i varje fall inte existerar som abstrakta objekt (de varken finns i tid och rum eller kan ingå i kausala samband).